# Leitsalz
Als Leitsalz (auch Leitelektrolyt, engl. supporting electrolyte) werden Salze in der Elektrochemie und insbesondere in der analytischen Chemie und Polarographie bezeichnet, welche die Leitfähigkeit einer Lösung erhöhen. Dabei handelt es sich typischerweise um ein Salz, das vollständig in der Lösung dissoziiert und die Beweglichkeit der Ionen verbessert, ohne selbst an der elektrochemischen Reaktion teilzunehmen. Die Lösung des Leitsalzes im Lösungsmittel wird mitunter als Grundelektrolyt bezeichnet.

## Beispiele
Bei Elektrolysen werden hauptsächlich Alkalisalze eingesetzt: Natriumchlorid wird häufig in biochemischen Anwendungen eingesetzt, da es physiologisch verträglich ist. Kaliumchlorid wird oft in elektrochemischen Experimenten verwendet, da Kaliumionen und Chloridionen gut in Lösung bleiben und stabil sind.
Daneben sind abhängig vom Lösungsmittel Tetraethylammoniumperchlorat, Natriumchlorat und weitere üblich.

## Anwendungen
Leitsalze werden vielfältig in der Elektrolyse verwendet. Auch in Batterien und Akkumulatoren werden Leitsalze (z. B. Lithiumhexafluorophosphat) eingesetzt, um die Ionenleitfähigkeit zu erhöhen und Konzentrationsunterschiede an den Elektroden zu verringern, was die Effizienz der Zelle verbessert.
Bei der Kapillarelektrophorese verbessern sie die Leitfähigkeit des Puffers und optimieren somit die Trennung der Analyten.
In der Potentiometrie wird bei der Messung von Ionenkonzentrationen mit ionenselektiven Elektroden oft ein Leitsalz zugegeben, um eine konstante Ionenstärke zu gewährleisten.